# Just Dance 2018
Just Dance 2018 es el noveno juego de la serie Just Dance, desarrollada por Ubisoft. Su lanzamiento para las consolas de la generación actual fue el 24 de octubre de 2017. Fue anunciado oficialmente en la conferencia de prensa de Ubisoft en la E3 2017 el 12 de junio de 2017. Además, es el último juego de la serie en ser lanzado para la PlayStation 3.

## Modo de juego
Como en las anteriores entregas, el jugador tiene que seguir al entrenador de la pantalla como si este fuera su reflejo en un espejo. Dependiendo del desempeño se irá marcando la puntuación con un X, OK, GOOD, SUPER, PERFECT, YEAH en el caso de los goldmoves. En las versiones de Nintendo Switch, PlayStation 4,  WiiU y Xbox One puedes usar un teléfono inteligente como método alternativo de juego.

## Lista de canciones
Just Dance 2018 se compone de los siguientes 45 sencillos musicales:
| Canción                                               | Artista                                                       | Año  | Modo       | Bailarín(a/es/as) |
| ----------------------------------------------------- | ------------------------------------------------------------- | ---- | ---------- | ----------------- |
| "24K Magic" (D)                                       | Bruno Mars                                                    | 2016 | Dúo        | ♂/♂               |
| "All You Gotta Do (Is Just Dance)"                    | The Just Dance Band                                           | 2018 | Solo       | ♂                 |
| "Another One Bites the Dust"                          | Queen                                                         | 1981 | Dance Crew | ♂/♀/♂/♀           |
| "Automaton"                                           | Jamiroquai                                                    | 2018 | Solo       | ♂                 |
| "Bad Liar"                                            | Selena Gomez                                                  | 2018 | Solo       | ♀                 |
| "Beep Beep I'm A Sheep"                               | LilDeuceDeuce ft. BlackGryph0n & TomSka                       | 2018 | Solo       | ♂                 |
| "Blow Your Mind (Mwah)"                               | Dua Lipa                                                      | 2018 | Solo       | ♀                 |
| "Blue (Da Ba Dee)" (*)                                | Hit The Electro Beat (Original de Eiffel 65)                  | 2000 | Solo       | ♂                 |
| "Boom Boom"                                           | Iggy Azalea ft. Zedd                                          | 2018 | Trío       | ♂/♀/♂             |
| "Bubble Pop!"                                         | Hyuna                                                         | 2012 | Trío       | ♀/♀/♀             |
| "Carmen (Overture)" (*)                               | Just Dance Orchestra (Original de Georges Bizet)              | 1876 | Dúo        | ♂/♂               |
| "Chantaje"                                            | Shakira ft. Maluma                                            | 2017 | Dúo        | ♀/♂               |
| "Солнышко" (Solnyshko) (R)                            | DEMO                                                          | 2000 | Solo       | ♀                 |
| "Daddy Cool" (*)                                      | Groove Century (Original de Boney M.)                         | 1977 | Solo       | ♂                 |
| "Despacito" (N)                                       | Luis Fonsi ft. Daddy Yankee                                   | 2018 | Dance Crew | ♂/♀/♂/♀           |
| "Dharma"                                              | Headhunterz & KSHMR                                           | 2017 | Solo       | ♂                 |
| "Diggy"                                               | Spencer Ludwig                                                | 2018 | Solo       | ♂                 |
| "Fight Club"                                          | Lights                                                        | 2018 | Solo       | ♀                 |
| "Footloose" (*) (N)                                   | Top Culture (Original de Kenny Loggins)                       | 1985 | Solo       | ♂                 |
| "Got That"                                            | Gigi Rowe                                                     | 2018 | Solo       | ♀                 |
| "How Far I'll Go"                                     | Disney's Moana (Original de Auli'i Cravalho)                  | 2017 | Solo       | ♀                 |
| "In the Hall of the Pixel King" (*)                   | Dancing Bros. (Original de Edvard Grieg/Ludwig van Beethoven) | 1877 | Solo       | ♂                 |
| "Instruction"                                         | Jax Jones ft. Demi Lovato & Stefflon Don                      | 2018 | Solo       | ♀                 |
| "Itsy Bitsy Teenie Weenie Yellow Polka Dot Bikini"(*) | The Sunlight Shakers (Original de Brian Hyland)               | 1961 | Dúo        | ♂/♀               |
| "John Wayne"                                          | Lady Gaga                                                     | 2017 | Solo       | ♀                 |
| "Just Mario" (Wii) (NS)                               | Ubisoft Meets Nintendo                                        | 2012 | Solo       | ♂                 |
| "J’Suis Pas Jalouse" (F)                              | Andy Rowski                                                   | 2018 | Dúo        | ♂/♀               |
| "Keep On Moving"                                      | Michelle Delamor                                              | 2018 | Solo       | ♀                 |
| "Kissing Strangers"                                   | DNCE ft. Nicki Minaj                                          | 2018 | Dúo        | ♂/♂               |
| "Love Ward"                                           | Hatsune Miku                                                  | 2010 | Trío       | ♂/♀/♂             |
| "Make it Jingle"                                      | Big Freedia                                                   | 2017 | Solo       | ♂                 |
| "New Face"                                            | PSY                                                           | 2018 | Trío       | ♀/♂/♀             |
| "Naughty Girl"                                        | Beyonce                                                       | 2005 | Solo       | ♀                 |
| "Rockabye" (N)                                        | Clean Bandit ft. Sean Paul & Anne-Marie                       | 2017 | Dúo        | ♂/♀               |
| "Risky Business"                                      | Jorge Blanco                                                  | 2018 | Solo       | ♂                 |
| "Sayonara"                                            | Wanko Ni Mero Mero                                            | 2018 | Solo       | ♀                 |
| "Shape of You"                                        | Ed Sheeran                                                    | 2018 | Solo       | ♂                 |
| "Slumber Party"                                       | Britney Spears ft. Tinashe                                    | 2017 | Dance Crew | ♀/♀/♀/♀           |
| "Side to Side"                                        | Ariana Grande ft. Nicki Minaj                                 | 2017 | Solo       | ♀                 |
| "Sugar Dance" (C)                                     | The Just Dance Band                                           | 2018 | Solo       | ♂                 |
| "Swish Swish" (N)                                     | Katy Perry ft. Nicki Minaj                                    | 2018 | Dance Crew | ♂/♀/♀/♂           |
| "The Way I Are (Dance With Somebody)"                 | Bebe Rexha ft. Lil Wayne                                      | 2018 | Cinquo     | ♀/♂/♂/♂/♂         |
| "Thumbs" (U)                                          | Sabrina Carpenter                                             | 2017 | Solo       | ♀                 |
| "Tumbum"                                              | Yemi Alade                                                    | 2017 | Dance Crew | ♂/♀/♀/♂           |
| "Waka Waka (This Time For Africa)"                    | Shakira                                                       | 2011 | Trío       | ♂/♀/♀             |

- Un "(*)" indica que la canción es un "cover" de la original.
- Un "(Wii)" indica que la canción aparece en Just Dance Wii.
- Una "(D)" indica que la canción aparece en la Demo del juego.
- Una "(F)" indica que la canción es exclusiva para Francia.
- Una "(R)" indica que la canción es exclusiva para Rusia.
- Una "(N)" indica que la canción apareció primero en Just Dance Now.
- Una "(NS)" indica que la canción es exclusiva para la consola Nintendo Switch.
- Una "(U)" indica que la canción se descarga a través de Ubisoft Club.
- Un (C) Indica que la canción se desbloquea en consolas de octava generación con el código Dance

## Modo Alternativo
13 son los sencillos que pertenecen a este modo de juego:
| Canción                            | Artista                       | Año  | Nombre              | Modo       | Bailarín(a/es/as) |
| ---------------------------------- | ----------------------------- | ---- | ------------------- | ---------- | ----------------- |
| "24K Magic"                        | Bruno Mars                    | 2018 | Versión Extrema     | Solo       | ♂                 |
| "Another One Bites the Dust"       | Queen                         | 1981 | Versión Acrobatica  | Solo       | ♂                 |
| "Automaton"                        | Jamiroquai                    | 2018 | Versión Tomate      | Solo       | ♂                 |
| "Bubble Pop!"                      | Hyuna                         | 2012 | Versión Chicle      | Dance Crew | ♂/♂/♂/♂           |
| "Chantaje"                         | Shakira ft. Maluma            | 2017 | Versión Subterráneo | Trío       | ♀/♀/♀             |
| "Despacito"                        | Luis Fonsi ft. Daddy Yankee   | 2018 | Versión Extrema     | Solo       | ♂                 |
| "Dharma"                           | Headhunterz & KSHMR           | 2017 | Versión Kung Fu     | Dúo        | ♂/♂               |
| "John Wayne"                       | Lady Gaga                     | 2017 | Version Extrema     | Solo       | ♀                 |
| "Kissing Strangers"                | DNCE ft. Nicki Minaj          | 2018 | Versión Charleston  | Dúo        | ♂/♀               |
| "Side to Side"                     | Ariana Grande ft. Nicki Minaj | 2017 | Versión Ciclista    | Solo       | ♀                 |
| "Tumbum"                           | Yemi Alade                    | 2017 | Versión Extrema     | Solo       | ♀                 |
| "Waka Waka (This Time for Africa)" | Shakira                       | 2011 | Versión Fútbolera   | Dance Crew | ♂/♂/♂/♂           |

## Modo Mash-Up
El Modo Mash-Up, es descontinuado por primera vez en la serie desde Just Dance 3.

## Modo Kids
Just Dance 2018 compone de un modo de juego para niños en los que han intervenido coreógrafos expertos en el desarrollo de infantes. En él se incluyen 8 canciones exclusivas de este modo más 2 adaptaciones del juego general y algunas canciones del mismo en si.
| Canción                                 | Artista                                        | Año  | Modo | Bailarín(a/es/as) |
| --------------------------------------- | ---------------------------------------------- | ---- | ---- | ----------------- |
| "Cowabunga"                             | Nathaniel Cooper & Lee Gordon (The Girly Team) | 2018 | Solo | ♀                 |
| "Fearless Pirate"                       | Marine Band                                    | 2018 | Solo | ♂                 |
| "Footloose" (MK)                        | Top Culture (Original de Kenny Loggins)        | 1985 | Solo | ♂                 |
| "Funky Robot"                           | Dancing Bros                                   | 2018 | Solo | ♂                 |
| "Happy Farm"                            | Groove Century                                 | 2018 | Solo | ♂                 |
| "How Far I'll Go"                       | Disney's Moana (Original de Auli'i Cravalho)   | 2017 | Solo | ♀                 |
| "Magic Halloween"                       | Halloween Thrills                              | 2018 | Dúo  | ♂/♀               |
| "Pixie Land"                            | The Sunlight Shakers                           | 2018 | Solo | ♀                 |
| "Waka Waka (This Time For Africa)" (MK) | Shakira                                        | 2011 | Solo | ♀                 |

- Una "(MK)" indica que la canción es una adaptación al Modo Kids de la versión original.

## Modo Double Rumble
Just Dance 2018 dispone también de un nuevo modo de juego llamado "Double Rumble" exclusivo para Nintendo Switch, se juega con los dos Joy-Con y la idea es sentir las vibraciones HD mientras se baila. Dispone de los siguientes 5 sencillos musicales:
| Canción                    | Artista    | Año  | Modo | Temática     |
| -------------------------- | ---------- | ---- | ---- | ------------ |
| "Better Call The Handyman" | Just Vibes | 2018 | Solo | Construcción |
| "El Sabor Del Ritmo"       | Just Vibes | 2018 | Solo | Mariachi     |
| "Food Paradise"            | Just Vibes | 2018 | Solo | Chef         |
| "Sports ’Til I Drop"       | Just Vibes | 2018 | Solo | Deportista   |
| "Tales Of The cauldron"    | Just Vibes | 2018 | Solo | Hechicera    |

## Modo Dance Lab
Es un nuevo modo como el Just Dance Machine de Just Dance 2017 donde te da ciertos bailes cortos, por ejemplo. Hip Hop o Electrónica. Bailas tan bien como puedes para llenar los círculos, completando varios episodios.

## Características
| Generación                                | Séptima (Videoconsolas)          | Octava (Videoconsolas)                           |
| Plataformas                               | PlayStation 3, Xbox 360 y Wii    | PlayStation 4, Xbox One, Wii U y Nintendo Switch |
| ----------------------------------------- | -------------------------------- | ------------------------------------------------ |
| Más de 40 nuevos temas musicales          | Sí                               | Sí                                               |
| Autodance (C)                             | Sí PlayStation 3 Xbox 360 No Wii | Sí (Excepto Nintendo Switch)                     |
| Sweat Playlists y Contador de calorías    | Sí                               | Sí                                               |
| Ubisoft Club                              | No                               | Sí                                               |
| World Dance Floor                         | Sí                               | Sí                                               |
| World Video Challenge                     | No                               | No                                               |
| Dance Lab                                 | No                               | Sí                                               |
| Dance Quests, Dance Party, Showtime, JDTV | No                               | No                                               |
| Compatibilidad con teléfonos inteligentes | No                               | Sí                                               |
| Just Dance Unlimited                      | No                               | Sí                                               |
| Modo Kids                                 | Sí                               | Sí                                               |

- Una (C) indica que sólo es compatible con plataforma habilitado con cámara.

## Características específicas
| Generación                      | Séptima (Videoconsolas)       | Octava (Videoconsolas)                           |
| Plataformas                     | PlayStation 3, Xbox 360 y Wii | PlayStation 4, Xbox One, Wii U y Nintendo Switch |
| ------------------------------- | ----------------------------- | ------------------------------------------------ |
| JD Wall                         | Sí                            | No                                               |
| Marcador SUPER                  | Sí                            | Sí                                               |
| SUPERSTAR                       | Sí                            | Sí                                               |
| MEGASTAR                        | Sí                            | Sí                                               |
| Sonidos de avatares             | No                            | Sí                                               |
| Menú actualizado                | No                            | Sí                                               |
| Efecto de Gold Move actualizado | No                            | Sí                                               |
| Niveles de canciones            | No                            | Sí                                               |
| Ritmo en Pictogramas            | No                            | Sí                                               |

## Nuevos elementos agregados
En casi todas sagas de Just Dance se añaden nuevos elementos, agregando en Just dance 2018 los siguientes:
- Al igual que en Just Dance 2017, se obtiene la "SUPERSTAR" al superar los 11.000 puntos, pero además, se añade un nuevo récord llamado "MEGASTAR" al superar los 12.000 puntos.
- Se agrega el "SUPER", el cual marca los movimientos entre Good y Perfect.
- Se agrega un nuevo modo de juego llamado Kids.
- Cambio de modelo en las coronas del jugador que va ganando.
- Se agrega un nuevo modo de juego llamado "Double Rumble" exclusivo para Nintendo Switch, se juega con los dos Joy-Con y la idea es sentir las vibraciones HD mientras se baila. Dispone por los momentos 5 sencillos musicales: "Better Call The Handyman", "El Sabor Del Ritmo", "Food Paradise", "Sports ’Til I Drop" y "Tales Of The Dark".

## Just Dance Unlimited
Al igual que sus predecesores Just Dance 2016 y Just Dance 2017, el juego ofrece este servicio de streaming como contenido adicional llamado Just Dance Unlimited', incluyendo antiguas como nuevas canciones e incluso versiones alternativas. Exclusivo para quienes tengan suscripción en las consolas PlayStation 4, Xbox One, Nintendo Switch y Wii U. A continuación solo se detallan los sencillos exclusivos para este modo de juego.
| Canción                           | Artista                        | Año  | Modo       | Bailarín(a/es/as) | Fecha estreno                                                                      | Videojuego estreno |
| --------------------------------- | ------------------------------ | ---- | ---------- | ----------------- | ---------------------------------------------------------------------------------- | ------------------ |
| "Cheerleader"                     | OMI                            | 2015 | Dance Crew | ♂/♀/♂/♀           | 20 de octubre de 2015                                                              | Just Dance 2016    |
| "Улыбайся (SMILE)"                | IOWA                           | 2013 | Solo       | ♀                 | 20 de octubre de 2015                                                              | Just Dance 2016    |
| "Better When I'm Dancin"          | Meghan Trainor                 | 2016 | Solo       | ♀                 | 25 de noviembre de 2015                                                            | Just Dance 2016    |
| "Shut Up And Dance"               | Walk the Moon                  | 2015 | Dúo        | ♀/♂               | 20 de enero de 2016                                                                | Just Dance 2016    |
| "Get Ugly"                        | Jason Derulo                   | 2016 | Trío       | ♀/♂/♀             | 26 de febrero de 2016                                                              | Just Dance 2016    |
| "Taste The Feeling"               | Avicii vs. Conrad Sewell       | 2017 | Solo       | ♂                 | 10 de marzo de 2016                                                                | Just Dance 2016    |
| "Am I Wrong"                      | Nico & Vinz                    | 2014 | Solo       | ♂                 | 21 de abril de 2016                                                                | Just Dance 2016    |
| "Hold My Hand"                    | Jess Glynne                    | 2016 | Solo       | ♂                 | 19 de mayo de 2016                                                                 | Just Dance 2016    |
| "Youth"                           | Troye Sivan                    | 2017 | Solo       | ♂                 | 25 de octubre de 2016                                                              | Just Dance 2017    |
| "Имя 505" (Nombre 505)            | Vremya i Steklo                | 2016 | Solo       | ♀                 | 25 de octubre de 2016                                                              | Just Dance 2017    |
| "Ona Tańczy Dla Mnie"             | Weekend                        | 2013 | Dúo        | ♀/♂               | 25 de octubre de 2016                                                              | Just Dance 2017    |
| "Je Sais Pas Danser"              | Natoo                          | 2017 | Solo       | ♀                 | 25 de octubre de 2016                                                              | Just Dance 2017    |
| "The Greatest"                    | Sia ft. Kendrick Lamar         | 2017 | Solo       | ♀                 | 24 de noviembre de 2016                                                            | Just Dance 2017    |
| "Juju on that Beat (TZ Anthem)"   | Zay Hilfigerrr & Zayion McCall | 2017 | Dúo        | ♂/♂               | 21 de diciembre de 2016                                                            | Just Dance 2017    |
| "Chiwawa" (A)                     | Wanko Ni Mero Mero             | 2017 | Solo       | ♀                 | 26 de enero de 2017                                                                | Just Dance 2017    |
| "Don't Worry"                     | Madcon feat. Ray Dalton        | 2016 | Dúo        | ♂/♂               | 26 de enero de 2017                                                                | Just Dance 2017    |
| "Me Too"                          | Meghan Trainor                 | 2017 | Solo       | ♀                 | 23 de febrero de 2017                                                              | Just Dance 2017    |
| "How Deep Is Your Love"           | Calvin Harris & Disciples      | 2016 | Solo       | ♀                 | 3 de marzo de 2017 (Nintendo Swich) 22 de junio de 2017 (PC, Xbox One, Wii U, PS4) | Just Dance 2017    |
| "HandClap"                        | Fitz and The Tantrums          | 2017 | Trío       | ♂/♀/♂             | 23 de marzo de 2017                                                                | Just Dance 2017    |
| "Don't Let Me Down"               | The Chainsmokers feat. Daya    | 2017 | Dúo        | ♀/♀               | 20 de abril de 2017                                                                | Just Dance 2017    |
| "Ain't My Fault"                  | Zara Larsson                   | 2017 | Solo       | ♀                 | 30 de mayo de 2017                                                                 | Just Dance 2017    |
| "Wake Me Up Before You Go-Go" (A) | Wham!                          | 1985 | Dúo        | ♂/♀               | 21 de julio de 2017                                                                | Just Dance 2017    |
| "J'Suis Pas Jalouse"              | Andy Raconte                   | 2018 | Dúo        | ♂/♀               | 26 de octubre de 2017                                                              | Just Dance 2018    |
| "Sun"                             | DEMO                           | 2000 | Solo       | ♀                 | 26 de octubre de 2017                                                              | Just Dance 2018    |
| "Error"                           | Natalia Nykiel                 | 2017 | Solo       | ♀                 | 23 de noviembre de 2017                                                            | Just Dance 2018    |
| "Feel It Still"                   | Portugal. The Man              | 2018 | Solo       | ♂                 | 25 de enero de 2018                                                                | Just Dance 2018    |
| "Mi Gente"                        | J Balvin ft. Willy William     | 2018 | Trío       | ♂/♂/♂             | 22 de febrero de 2018                                                              | Just Dance 2018    |
| "Naughty Girl" (A) (NS)           | Beyonce                        | 2005 | Solo       | ♀                 | 12 de abril de 2018                                                                | Just Dance 2018    |
| "Sax"                             | Fleur East                     | 2016 | Trío       | ♀/♀/♀             | 19 de abril de 2018                                                                | Just Dance 2018    |
| "What Lovers Do"                  | Maroon 5 ft. SZA               | 2018 | Dúo        | ♀/♂               | 21 de junio de 2018                                                                | Just Dance 2018    |
| "Dame Tu Cosita" (JD2019)         | El Chombo ft. Cutty Ranks      | 2019 | Solo       | ♂                 | 26 de julio de 2018                                                                | Just Dance 2018    |
| "Dancing Queen" (2015-R)          | ABBA                           | 1976 | Trío       | ♀/♀/♀             | 23 de agosto de 2018                                                               | Just Dance 2018    |
| "No Lie"                          | Sean Paul ft. Dua Lipa         | 2018 | Dúo        | ♀/♂               | 20 de septiembre de 2018                                                           | Just Dance 2018    |

Naughty Girl (A) (NS)
- Una "(A)" indica que la canción es una versión alternativa de la original.
- Un "(NS)" indica que la canción es exclusiva para la consola Nintendo Switch.
- Un "(JD2019)" indica que la canción fue anunciada en el juego Just Dance 2019.Y que va a estar tanto en ambos juegos.
- Un "(2015-R)" indica que la canción fue originalmente planeada para el Just Dance 2015, pero fue eliminada del juego.